# Anisoplia tempestiva
Anisoplia tempestiva (Erichson, 1847) è un coleottero appartenente alla Famiglia Scarabaeidae.

## Descrizione

### Adulto
A. tempestiva è caratterizzata da un corpo piuttosto cilindrico e lievemente allungato, di dimensioni variabili tra gli 11 e i 15 mm. Il pronoto presenta una colorazione verdastra mentre le elitre sono marroncine. Questa specie non è caratterizzata da un evidente dimorfismo sessuale, se non che i maschi hanno le zampe posteriori leggermente più lunghe rispetto alle femmine.

### Larva
Le larve hanno l'aspetto di vermi bianchi dalla forma a "C". La testa e le zampe sono sclerificate.

## Biologia
Gli adulti sono visibili tra maggio e agosto. Sono di abitudini diurne e si possono osservare appesi sulle graminacee, piante su cui si basa la loro bionimia. Le larve si nutrono di radici.

## Distribuzione
A. tempestiva si può incontrare nel nord della Spagna, il sud della Francia, Italia (isole comprese) e Penisola balcanica.